# 杨雨
杨雨（1985年2月6日—），浙江杭州人，中国游泳运动员。

## 生平
杨雨1991年在浙江省杭州市陈经伦体校练习游泳，教练是柏自悦。1997年进入浙江省体训一大队，教练是何新中。1999年入选国家队，教练是何新中。主项是200米自由泳和200米蝶泳。2003年获得世界杯短池游泳赛柏林站女子200米自由泳冠军，2004年获得世界杯短池游泳赛柏林站女子200米混合泳、200米蝶泳冠军 。
杨雨参加了2004年雅典奥运会。在女子4×200米自由泳接力比赛中和朱颖文、徐妍玮、庞佳颖合作夺得银牌。2006年多哈亚运会游泳女子4×200米自由泳接力比赛中，由庞佳颖、杨雨、唐奕和汤景之组成的组合以8分01秒89的成绩夺得冠军。2008年北京奥运会，杨雨和队友朱倩蔚、庞佳颖、谭淼一同夺得4×200米自由泳接力银牌。2009年世界游泳锦标赛，杨雨与队友夺得4×200米自由泳接力金牌。同年的十一运会，杨雨夺得女子200米自由泳冠军。此后，杨雨结束了运动员生涯。